# Anton (Brabant)

Das Wappen von Herzog Anton von Brabant. Das Wappen entstand aus der Kombination des Wappens der Herzogtümer Brabant und Limburg mit dem Wappen von Philipp II. aus dem Haus Valois-Burgund

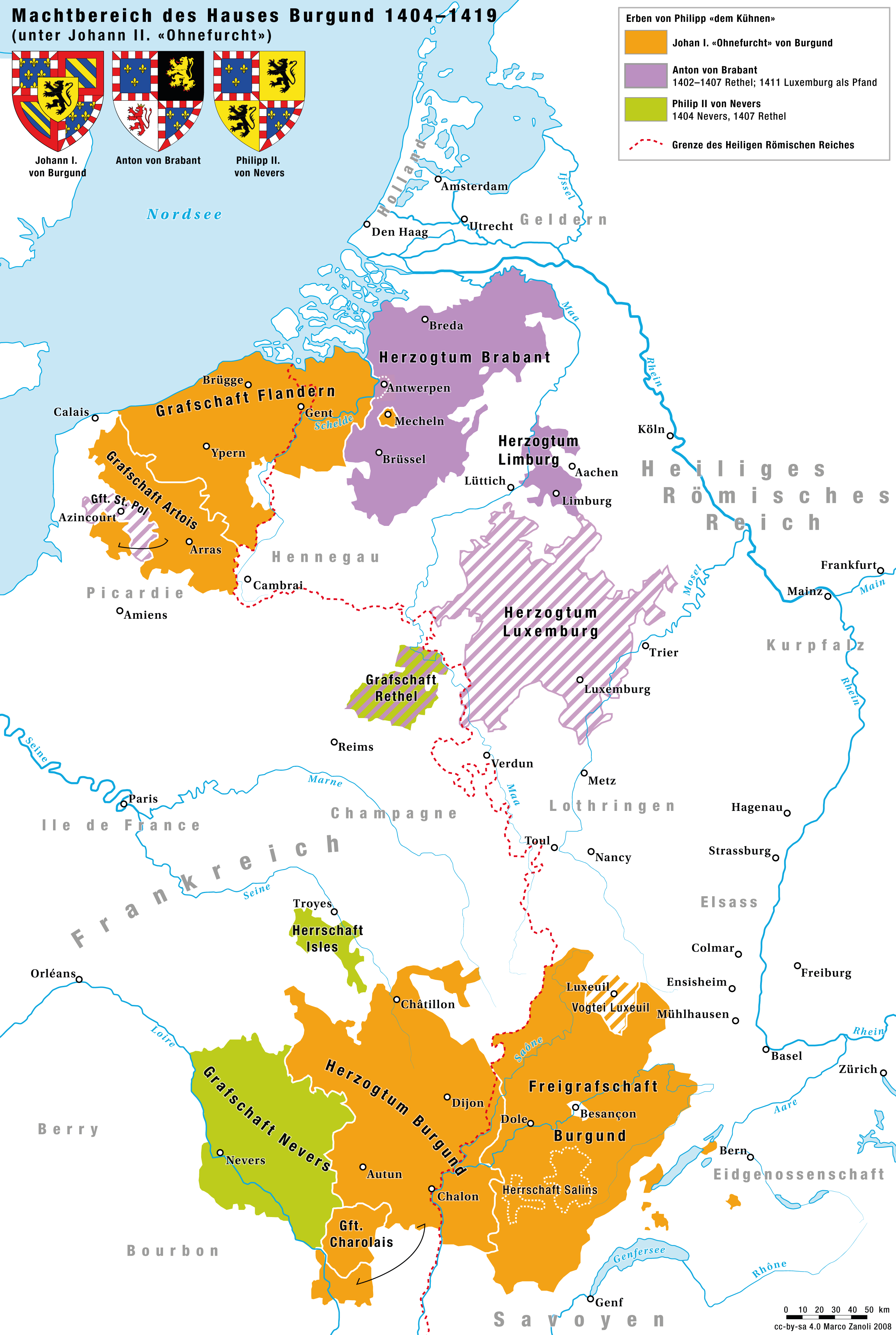
Karte des Herrschaftsgebiets des Hauses Burgund als Seitenzweig der Valois unter den drei Söhnen Philipps II. (Johann I. von Burgund, Anton von Brabant und Philipp von Nevers)

Anton von Burgund, auch Anton von Brabant genannt  (* 1. August 1384; † 25. Oktober 1415 in der Schlacht von Azincourt), war von 1393 bis 1406 Graf von Rethel, von 1406 bis 1415 Herzog von Brabant, von 1404 bis 1415 Herzog von Limburg und von 1411 bis 1415 Herzog von Luxemburg. Er war ein jüngerer Sohn Philipps  des Kühnen, Herzog von Burgund, und dessen Ehefrau Margarete, Gräfin von Flandern, Rethel und Nevers.

## Leben

### 1393 bis 1402
Anton von Burgund erhielt von seinem Vater im Jahr 1393 die Grafschaft Rethel als Apanage, die er 1406 an seinen Bruder Philipp weitergab. Philipp der Kühne schlug im gleichen Jahr den Ständen in Brabant vor, dass das Erbe der kinderlosen Johanna von Brabant nicht auf ihre Nichte, Philipps Frau Margarethe, sondern auf seinen zweiten Sohn Anton übertragen wird. Dem Herzog von Burgund gelang es 1396, seinem Sohn Anton die Anwartschaft auf die Herzogtümer Brabant und Limburg zu verschaffen, da deren Landesherrin die Hilfe Philipps in ihrem Streit mit Wilhelm I. von Geldern um Besitzungen in Nordbrabant benötigte. Der zwölfjährige Anton reiste dann zu seiner Großtante, die ihren Erben kennenlernen wollte, nach Brabant.
Anton von Burgund vermählte sich 1402 mit Johanna, einer Tochter von Walram III. von Luxemburg, der nach dem frühen Tod seiner Tochter im Jahr 1407 weiterhin ein wichtiger politischer Verbündeter seines Schwiegersohnes blieb.

### 1403 bis 1407
Das burgundisch-brabantische Abkommen wurde 1403 von den Ständen anerkannt. Nach dem Tod Philipps des Kühnen im April 1404 wurde die Regierungsgewalt in Burgund aufgeteilt. Margarethe verwaltete die Grafschaften Flandern, Artois und Burgund, Johann Ohnefurcht bekam das Herzogtum Burgund und die Grafschaft Nevers übertragen. Anton erhielt das Herzogtum Limburg und wurde zum Gouverneur von Brabant ernannt. Nach dem Tod Margarethes im März 1405 übernahm Johann Ohnefurcht das Erbe seine Mutter, Anton wurde in seine Rechte bestätigt und ihr jüngerer Bruder Philipp erhielt die Grafschaften Nevers und Rethel.
Johann Ohnefurcht und Anton schlossen am 21. Juli 1405 einen Bündnisvertrag ab. Anton  profilierte sich nun neben Wilhelm von Holland und Hennegau, Johann von Lüttich und Wilhelm von Namur als ein wichtiger politischer Helfer seines Bruders und folgte seiner am 1. Dezember 1406 verstorbenen Großtante als Herzog von Brabant. Er akzeptierte nach anfänglichem Streit mit den Ständen von Brabant die “Joyeuse Entreé” und modernisierte die Regierung nach burgundisch-französischen Vorbild. Der junge Herzog gründete schon im Juli 1406 die Rechnungskammer (chambre des comptes) und versuchte mit deren Hilfe, die Landesfinanzen zu reorganisieren und zu sanieren. Jedoch blieb Antons Finanzpolitik aufgrund der burgundischen Außenpolitik ohne Erfolg. Bei den Kämpfen zwischen Ludwig von Orléans und Johann Ohnefurcht stand Anton auf Seiten seines Bruders, er intervenierte aber mehrmals als Vermittler zwischen den beiden verfeindeten Herzögen.

### 1408 bis 1415
Johann Ohnefurcht und Anton schlossen am 20. August 1408 mit dem böhmischen König Wenzel IV. in Paris ein Bündnis, das am 16. Juli 1409 mit der Hochzeit zwischen Anton von Brabant und Elisabeth von Görlitz, Wenzels Nichte, gefestigt wurde. Anton von Brabant erwarb sich mit dieser Heirat die Anwartschaft auf die Pfandherrschaft des Herzogtums Luxemburg. Er eroberte daraufhin die an den Herzog von Orléans verpfändeten Städte Montmedy, Dampvillers, Orchimont und Ivoix und setzte dort seinen ehemaligen Schwiegervater Walram III. von Luxemburg als Statthalter ein. Allerdings zwang Wenzel IV. den Herzog von Brabant wenig später, diese Städte wieder zu räumen. Die unüberlegte Politik des Herzogs von Brabant führte dazu, dass sich der Bürgerkrieg der Armagnacs und Bourguignons auch auf Brabant, Limburg und Luxemburg ausdehnte. Ebenso leitete sie den Bruch zwischen dem Haus Burgund und dem römischen König Ruprecht ein. Im Jahr 1411 beteiligte sich Anton an der Seite seines Bruders Johann an der Eroberung von Ham.
Anton von Brabant und Elisabeth von Görlitz bekamen nach dem Tod des letzten Inhabers Jobst von Mähren die Pfandherrschaft über das Herzogtum Luxemburg im Jahr 1411 übertragen. Das Haus Burgund kontrollierte damit im Grenzraum zwischen dem Heiligen Römischen Reich und Frankreich einen fast geschlossenen, von der Kanalküste bis zum Südrand der Vogesen reichenden, Länderkomplex. Der neue römische König Sigismund von Luxemburg, ein Bruder Wenzels IV., erkannte die Gefahr des Entgleitens der westlichen Reichsterritorien und des luxemburgischen Familienbesitzes in den Machtbereich des burgundischen Staates. Er erklärte, dass die Inbesitznahme Brabants und Limburgs durch Anton nicht rechtmäßig erfolgt sei und beabsichtigte dann, diese Territorien als erledigte Reichslehen wieder einzuziehen. Sigismund verbot deshalb am 8. April 1412 den luxemburgischen Ständen, Anton und Elisabeth zu huldigen und rief im September 1413 zum offenen Widerstand gegen Anton von Brabant auf. Der luxemburgische Seneschall Huart d’Autel, der sich mit Bernhard von Armagnac verband, führte daraufhin einen Volksaufstand gegen Anton und das Haus Burgund an.
Da der Versuch Johann Ohnefurchts scheiterte, Paris einzunehmen, versuchte Anton von Burgund zwischen den verfeindeten Bürgerkriegsparteien zu vermitteln. Die Diplomatie des Herzogs von Brabant erreichte am 4. September 1414 den Abschluss des Friedensvertrages von Arras, der zwar zum Verlust der burgundischen Vormacht in Frankreich führte, jedoch die de facto bestehende Unabhängigkeit des burgundischen Territorialstaates bestätigte. Anton von Brabant näherte sich dem König von Frankreich sowie den Armagnacs an und konnte dadurch seine Herrschaft in Brabant, Limburg und Luxemburg festigen. Er beherrschte damit ein Territorium, das von 1354 bis 1383 unter der Herrschaft Wenzels von Luxemburg, dem Großonkel seiner Frau Elisabeth, schon einmal vereinigt war.
Am 1. August 1415 lief der Waffenstillstand zwischen dem König von England und dem König von Frankreich aus. Der bald darauf folgende Einfall des englischen Königs Heinrich V. in Frankreich leitete die zweite Phase des Hundertjährigen Krieges ein. Anton von Burgund fühlte sich verpflichtet, an der Seite des Königs von Frankreich und der Armagnacs gegen die englischen Angreifer zu kämpfen. Er wurde, wie auch sein jüngerer Bruder Philipp von Nevers, von englischen Bogenschützen in der Schlacht von Azincourt am 25. Oktober 1415 getötet. Antons Grabstätte befindet sich neben den Gräbern seiner beiden Söhne Johann und Philipp in der Sint Jan Evangelist kerk in Tervuren.
Die Übertragung der Herzogtümer Brabant und Limburg erfolgte mit tatkräftiger Hilfe Johanns Ohnefurcht auf Antons ältesten Sohn Johann IV. Die Stände von Brabant und Limburg waren mit der moderaten Herrschaft Antons zufrieden und bestätigten dessen Sohn als neuen Landesherren. Nach dem Tod Philipps von St. Pol, des jüngeren Sohnes Antons von Brabant, fielen 1430 die beiden Herzogtümer an Philipp den Guten.
Antons Witwe Elisabeth flüchtete nach dem Tod ihres Mannes zu ihrem Onkel Sigismund und heiratete 1419 Johann von Straubing-Holland, den ehemaligen Bischof von Lüttich. Sie verkaufte 1442 das Herzogtum Luxemburg an Philipp den Guten und übertrug ihm 1443 die Regierungsgewalt in Luxemburg.

## Ehen und Nachkommen

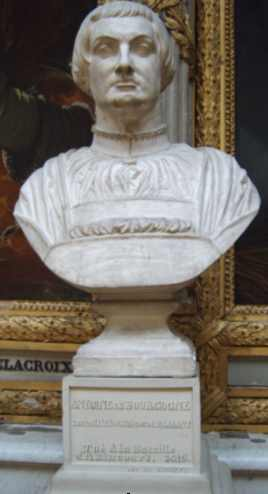
Büste in der Schlachtengalerie des Schloss Versailles

Anton heiratete in erster Ehe am 21. Februar 1402 in Arras Johanna von Luxemburg
(* 1380/85, † 12. August 1407), Tochter von Walram III. von Luxemburg, Graf von Saint-Pol und Ligny, und Maud Holland. Ihre Kinder waren:
- Johann IV. von Brabant (* 11. Juni 1403 in Arras, † 17. April 1427 in Brüssel), Herzog von Brabant und Limburg
- Philipp von St. Pol (* 25. Juli 1404 in Brüssel, † 4. August 1430), Herzog von Brabant und Limburg, Graf von St. Pol und Ligny

Als Witwer heiratete er am 16. Juli 1409 in Brüssel in zweiter Ehe Elisabeth von Görlitz (* November 1390 in Hořovice, † 3. August 1451 in Trier), Tochter von Johann von Luxemburg, Herzog von Görlitz. Ihre Kinder waren:
- Wilhelm (* April 1410, † 5. Juli 1410)
- Kind, * und † 1412

Darüber hinaus hatte er zwei uneheliche Töchter:
- Johanna; ⚭ Philippe de la Vienne
- Anne; ⚭ 1440 Pedro de Peralta y Ezpeleta, Conde de Santisteban de Lérin

## Titel
- 1402–1407 Graf von Rethel, gefolgt von seinem jüngeren Bruder, Philipp II. von Nevers
- 1406–1415 Herzog von Brabant und Lothier
- 1406–1415 Herzog von Limburg
- 1406–1415 Markgraf von Antwerpen